# Prodiaphania commoni
Prodiaphania commoni är en tvåvingeart som beskrevs av Paramonov 1968. Prodiaphania commoni ingår i släktet Prodiaphania och familjen parasitflugor. Inga underarter finns listade i Catalogue of Life.